# Paddy Moloney
Paddy Moloney (Donnycarney, 1º agosto 1938 – Annamoe, 12 ottobre 2021) è stato un musicista e produttore discografico irlandese, cofondatore del gruppo folk irlandese The Chieftains per i quali ha suonato in ogni album.

## Biografia
Iniziò a suonare il tin whistle all'età di sei anni, ed a otto a studiare per suonare le uilleann pipes; spesso suonava anche la fisarmonica diatonica, e talvolta il bodhrán.
Insieme a Sean Potts e Michael Tubridy, Moloney formò il gruppo tradizionale irlandese The Chieftains a Dublino nel novembre 1962. Nel 1968 divenne anche produttore, supervisionando la registrazione di circa 45 album. Come leader del gruppo fu il principale compositore e arrangiatore di gran parte della musica dei Chieftains e compose musiche per le colonne sonore di film come L'isola del tesoro e Barry Lyndon.
Collaborò inoltre con molti importanti artisti come Mike Oldfield, i Muppet, Mick Jagger, Sting e Stevie Wonder.

## Discografia
- 1963: The Chieftains 1 (studio album)
- 1969: The Chieftains 2 (studio album)
- 1971:The Chieftains 3 (studio album)
- 1973: The Chieftains 4 (studio album)
- 1974: Paddy Moloney and Sean Potts - Tin Whistles
- 1975: The Chieftains 5 (studio album)
- 1976: The Chieftains 6: Bonaparte's Retreat (studio album)
- 1977: The Chieftains 7 (studio album)
- 1978: The Chieftains Live! (live album recorded in Boston & Toronto during the 1976 american tour)
- 1978: The Chieftains 8 (studio album)
- 1979: The Chieftains 9: Boil the Breakfast Early (studio album)
- 1981: The Chieftains 10: Cotton-Eyed Joe (studio album)
- 1982: The Year of the French (studio album)
- 1982: The Grey Fox (soundtrack album)
- 1982: Concert Orchestra
- 1985: The Chieftains in China (live album)
- 1986: Music from Ballad of the Irish Horse (soundtrack album)
- 1987: Celtic Wedding (studio album)
- 1987: In Ireland [with James Galway] (studio collaboration album)
- 1988: Irish Heartbeat with Van Morrison (studio collaboration album)
- 1988: The Tailor Of Gloucester (narrated album)
- 1998: A Chieftains Celebration (studio collaboration album)
- 1990: Over the Sea To Skye: The Celtic Connection with James Galway (studio & live collaboration album)
- 1991: The Bells of Dublin (Christmas collaboration album)
- 1992: Another Country (studio collaboration album)
- 1992: An Irish Evening (live collaboration album)
- 1993: The Celtic Harp: A Tribute To Edward Bunting with The Belfast Harp Orchestra (studio album)
- The Long Black Veil (1995 & 2004 Mobile Fidelity Gold CD reissue) (studio collaboration album)
- 1996: Film Cuts (soundtrack compilation album)
- 1996: Santiago (studio & live collaboration album)
- 1998: Long Journey Home (soundtrack album)
- 1998: Fire in the Kitchen (studio collaboration album)
- 1998: Silent Night: A Christmas in Rome ("Christmas music" collaboration album)
- 1999: Tears of Stone (studio collaboration album)
- 2000: Water From the Well (studio collaboration album)
- 2002: The Wide World Over (compilation album)
- 2002: Down the Old Plank Road: The Nashville Sessions (studio collaboration album)
- 2003: Further Down the Old Plank Road (studio collaboration album)
- 2005: Live From Dublin: A Tribute To Derek Bell (live album)
- 2006: The Essential Chieftains (compilation album)